# Content Marketing Forum
Das Content Marketing Forum e. V. (CMF) ist ein Branchenverband für Verlage und Unternehmen, die Kundenmedien herausgeben, mit Sitz in München und Vertretungen in Wien und Zürich. 

## Geschichte
Gegründet wurde der Verband im Mai 1999 unter dem ursprünglichen Namen Forum Corporate Publishing e. V. (FCP) in München von dem früheren Handelsblatt Journalisten Manfred Hasenbeck, seinerzeit Geschäftsführer und Inhaber des führenden Verlags Yukom, der später in Burda/Yukom und C3 aufging. Gründungsmitglieder waren 14 Verlage und Agenturen aus Deutschland, Österreich und der Schweiz, darunter Großverlage wie G+J (heute Territory), Springer, die Handelsblatt-Gruppe, Primafila (Schweiz), Süddeutscher Verlag oder die Agenturgruppe Publicis. Bereits 2002 umfasste der Verband rund 110 Mitgliedsunternehmen aus dem deutschsprachigen Raum  – eine Zahl, die sich trotz diverser Wechsel in der Zusammensetzung bis heute gehalten hat.

### Umbenennung
Mit den aufkommenden elektronischen Medien erweiterte sich das Medienportfolio der Mitgliedsunternehmen über die klassischen Kunden- und Mitarbeitermagazine und Unternehmensbücher hinaus in Richtung Bewegtbild und Videoplattformen, Content-Hubs, Audio (Podcasts), App-Anwendungen, Magaloge (Kataloge mit hochwertigen Texten) und Social Media, elektronische Geschäftsberichte als Microsites und vieles mehr. Das bewegte die Vorstandschaft um Andreas Siefke, den unmodern klingenden Begriff Corporate Publishing zugunsten des moderneren, aber weniger scharf umrissenen Begriffes des Content Marketings zu ändern. Mitte 2015 wurde die Umbenennung in Content Marketing Forum (CMF) beschlossen. Die Umbenennung folgt auch der Begrifflichkeit des internationalen Dachverbands International Content Marketing Forum (ICMF).

## Veranstaltungen
Der Verband ist Veranstalter und Ausrichter des im Jahre 2002 von den Redaktionen der Fachmagazine w&v, Horizont und Acquisa zusammengeführten und gegründeten jährlichen Wettbewerbs Best of Content Marketing (BCM). Größte Veranstaltung des Verbands ist der jährliche Content-Marketing-Kongress, bei dem auch die Preisverleihung des BCM stattfindet.